# Flagstaff Armory
La Flagstaff Armory est une armurerie américaine située à Flagstaff, dans le comté de Coconino, en Arizona. Inscrite au Registre national des lieux historiques depuis le 30 avril 1986, elle abrite aujourd'hui une épicerie sous enseigne Natural Grocers après avoir accueilli un magasin de meubles.